# Сафонов, Валентин Иванович
Валентин Иванович Сафонов (29 февраля 1936, Сараи, Рязанская область, СССР — 5 апреля 1995, Рязань, Россия) — советский и российский писатель, журналист.

## Биография
Родился 29 февраля 1936 года в рабочем поселке Сараи Рязанской области, где его отец, Иван Филиппович, работал бухгалтером.
В 1940 году отец был командирован в Белоруссию, в Высоко-Литовск – небольшой городок, расположенный в 30 километрах от Бреста. Там семью Сафоновых (в 1938 году родился ещё один сын, Эрнст) и застала Великая Отечественная война, в которой они выжили, пройдя через концлагерь и партизанский отряд, где воевал отец. После освобождения, в 1944 году Сафоновы добралась до родного поселка Сараи, где Валентин пошел в школу, по окончании которой в 1954 году недолго работал учителем русского языка в Витушинской школе Сараевского района, также был инструктором районного комитета ВЛКСМ и ответственным секретарём районной газеты «Колхозный путь».
С августа 1955 года служил на Балтийском, а затем Северном флоте, где познакомился с начинающим поэтом Николаем Рубцовым. По увольнении в запас с декабря 1958 года был специальным корреспондентом газеты Северного флота «На страже Заполярья». В это время он познакомился с работавшим в газете «Рязанский комсомолец» В. С. Кожемяко, который позже вспоминал: «Я помню, как поразил меня тогда Валентин Сафонов многосторонностью своего литературного таланта. Он был автором и публицистической статьи, и замечательного очерка, и прекрасных стихов…»
В 1961—1966 годах В. И. Сафонов учился в Литературном институте имени А. М. Горького, после окончания которого до конца 1967 года был редактором отдела публицистики в журнале «Молодая гвардия»; с декабря 1967 по декабрь 1969 года — специальный корреспондент рязанской областной газеты «Приокская правда». В декабря 1969 года он стал членом Союза писателей СССР, а затем — СП России. С 1979 по 1984 год он избирался ответственным секретарём Рязанской областной писательской организации.
В 1993 году В. И. Сафонов стал главным редактором издательства «Новое время»; преподавал историю родного края в Рязанской государственной радиотехнической академии.
Умер 5 апреля 1995 года, через полгода после смерти брата Эрнста и через три года после смерти жены Зинаиды.

## Литературная деятельность
В. И. Сафонов — автор более 20 сборников рассказов, повестей, художественной документалистики. В 1967 и 1969 годах издательством Московский рабочий были выпущены две его книги повестей и рассказов: «Страда» и «Там, в лесу, партизаны…» В 1972 году была напечатана книга Валентина Алексеевича Гагарина «Мой брат Юрий», литературную запись которой осуществил Сафонов. Затем вышел сборник «Семейное дело : Докум. рассказы, очерки» (Москва : Моск. рабочий, 1976). Несколько произведений были им написаны специально для детей: книга рассказов «Маринкин курган» (Рязань: Кн. изд-во, 1963. — 48 с.), повесть «Землянка» (Рис. В. Бугая. — Москва: Дет.лит., 1982. — 63 с.; Москва: Дет.лит., 2019. — 87 c.), «Слово о ратаях» (Москва: Дет. лит., 1988. — ISBN 5-08-001263-3).
В последние годы им были написаны книги:  «На крутом повороте: рассказы о перестройке» (Москва: Политиздат, 1988. — ISBN 5-250-00132-7), «Отряд особого назначения: документальная проза» (Москва: Мол. гвардия, 1989. — ISBN 5-235-00625-9), «Имя собственное: документальная проза» (М.: Моск. рабочий, 1990. — ISBN 5-239-00704-7 ), «Без права на привилегии…» (М.: Политиздат, 1990. — ISBN 5-250-00943-3), «Вечный город над Окой: Путеводитель по времени и улицам Рязани» (Рязань: Новое время, 1995. — ISBN 5-85432-018-5), «Есенин на фронтах Великой Отечественной…» (Рязань: Новое время, 1995. — ISBN 5-85432-025-8).
После смерти В. И. Сафонова в Рязани вышли две его книги: «Это смутное утро утраты: повести и рассказы» (Рязань, 1995) и «Поэт и босоножка: избранное».  В «Роман-газете» в 2001 году (№ 21) была напечатана его повесть «Николай Рубцов».